# Cornelius Johannes de Groot

Gruppenbild vor dem Sendergebäude von Radio Malabar mit C. J. de Groot in der ersten Reihe in der Mitte (ca. 1923)

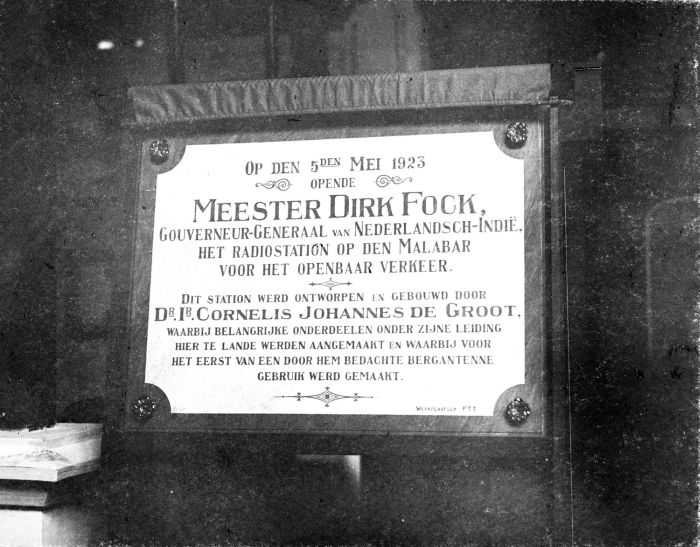
Würdigung für „Dr. Ir. Cornelis Johannes de Groot“ auf der anlässlich der Inbetriebnahme von Radio Malabar durch den Generalgouverneur von Niederländisch-Indien, Dirk Fock, am 5. Mai 1923 enthüllten Gedenkplakette

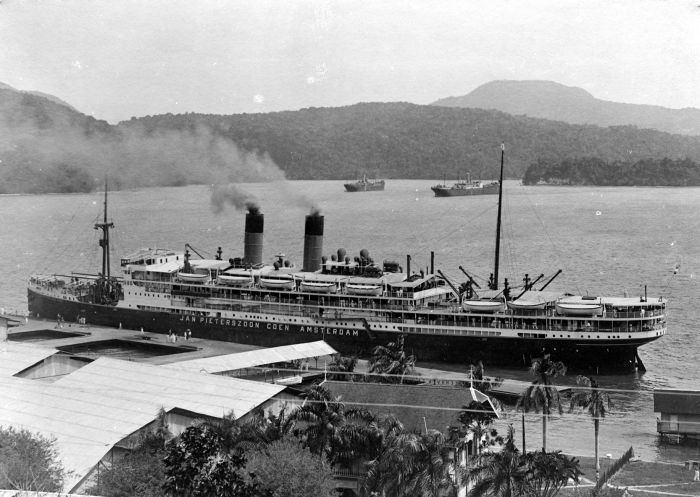
Die Jan Pieterszoon Coen, auf der Cornelius Johannes de Groot im Jahr 1927 starb (Foto ca. 1935)

Cornelius Johannes de Groot (* 27. Januar 1883 in Den Helder; † 1. August 1927 an Bord des Schiffs Jan Pieterszoon Coen im Suezkanal) war ein niederländischer Hochfrequenzingenieur und Funkpionier. Er leitete die Errichtung von Radio Malabar. Die gelegentlich zu sehende Schreibweise „Cornelis“ für seinen Vornamen entspricht nicht der Angabe in seiner Geburtsurkunde.

## Leben
Cornelius Johannes de Groot wurde als Sohn von Balthazar de Groot (* 1845) und Maria Reinders (* 1858) in der Provinz Noord-Holland geboren. Er studierte Maschinenbau am Polytechnikum in Delft (heute Technische Universität Delft) und Elektrotechnik an der TH Karlsruhe, der Technischen Hochschule, an der von 1885 bis 1889 Heinrich Hertz gelehrt hatte. Im Jahr 1916 wurde er mit seiner Dissertation Radiotelegraphie in den Tropen zum Doktor-Ingenieur (Dr.‑Ing.) promoviert. Er war Fellow des Institute of Radio Engineers (IRE). Während der ersten drei Jahrzehnte des 20. Jahrhunderts war er einer der Pioniere für Funkkommunikation sowohl im Langwellen- als auch im Kurzwellenbereich.
In der Zeit ab 1918 war er hauptverantwortlich für die Errichtung der hochmodernen Langwellensendeanlage auf dem Malabar im damaligen Niederländisch-Ostindien. Sie konnte unter Mitwirkung seines Landsmanns Klaas Dijkstra im Mai 1923 in Betrieb genommen werden und war mit einer Sendeleistung von 2,4 MW einer der leistungsstärksten Sender aller Zeiten. Darüber hinaus hat er grundlegende Studien und wissenschaftliche Untersuchungen zur Wellenausbreitung und zu atmosphärischen Störungen durchgeführt und dazu eine Reihe von Veröffentlichungen verfasst.
Im Juli 1927 reiste er mit einem nach Jan Pieterszoon Coen benannten Schiff (Bild) von Ostindien Richtung Niederlande. Während sich das Schiff im Roten Meer befand, erlitt er einen Schlaganfall, an dessen Folgen er kurz darauf verstarb, als das Schiff den Suezkanal durchfuhr. Cornelius Johannes de Groot war seit 1908 mit Antonia Guhl verheiratet. Die Ehe blieb kinderlos. Er wurde nur 44 Jahre alt.

## Schriften
- De radiotelegrafische verbinding tusschen Nederland en Indie („Die funktelegrafische Verbindung zwischen den Niederlanden und Indien“), De Ingenieur, 40. Jahrgang, Nr. 40, 3. Oktober 1925, S. 837–853, PDF; 3,3 MB (niederländisch).